# 2023 ve fotografii

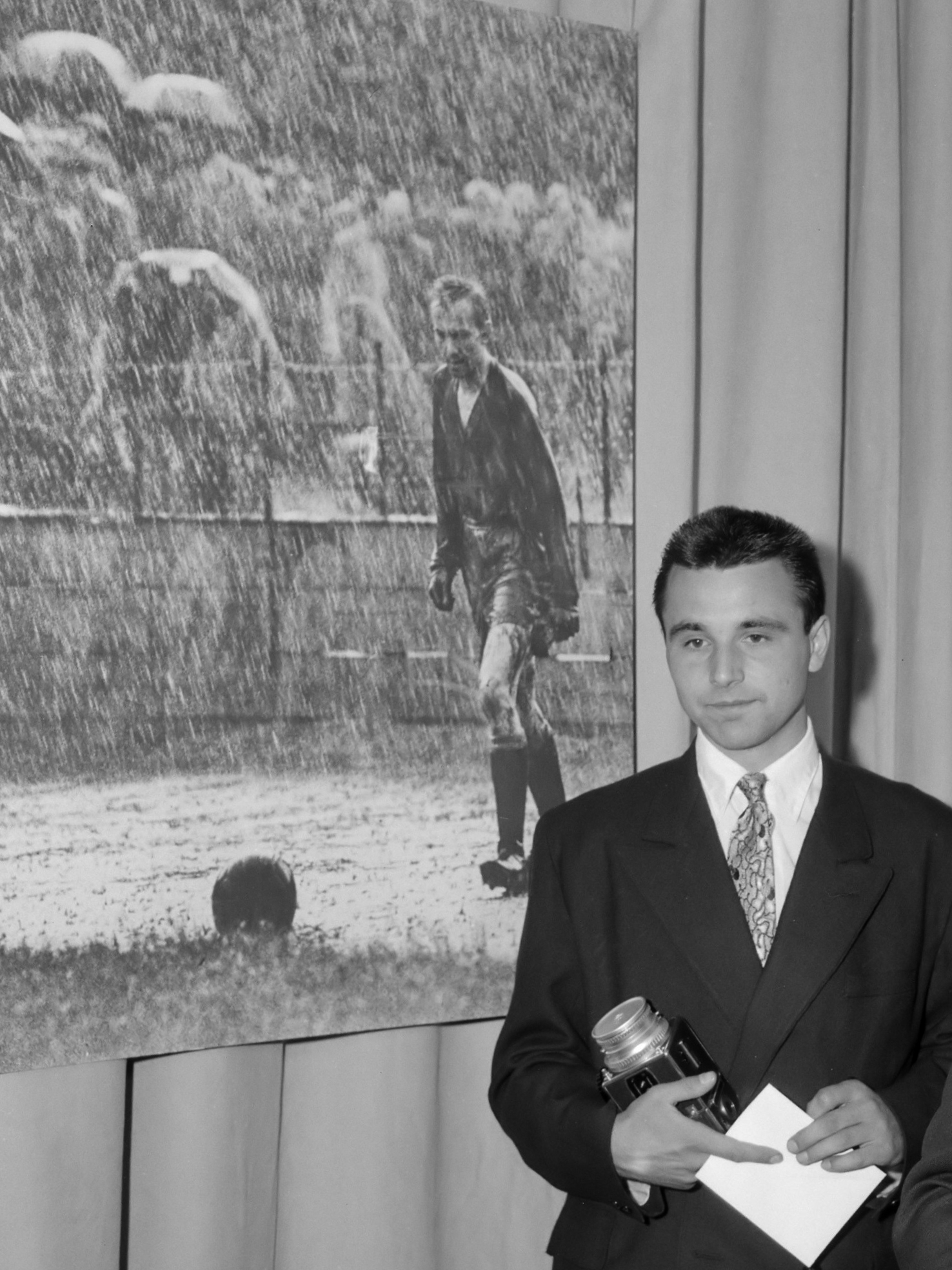
V lednu zemřel Stanislav Tereba, český sportovní a reportážní fotograf, roku 1959 obdržel prestižní cenu World Press Photo za snímek fotbalového brankáře Miroslava Čtvrtníčka Brankář a voda

Tento článek obsahuje významné fotografické události v roce 2023.

## Události
- Dne 24. srpna 2023 byl pořízen ve vězení Fulton County v Atlantě ve státě Georgie policejní snímek Donalda Trumpa, který zpravodajské weby označily za první a zatím jediný případ, kdy byl pořízen policejní snímek amerického prezidenta. Agentura AP poukázala na několik charakteristických kvalit fotografie, včetně intenzivního oslnění obžalovaného, upřeného tvrdého pohledu a hmatatelného vzdoru.

- Mezinárodní festival fotografie v Lodži, květen
- Prague Photo, duben
- Měsíc fotografie, Bratislava
- Festival ptáků a přírody (Festival de l'oiseau et de la nature) polovina dubna 2023
- 59. ročník Mezinárodního fotografického veletrhu Bièvres červen 2023
- 120. kongres Fédération photographique de France, v Aurillacu konec května 2023
- 53. Rencontres d'Arles asi od začátku července do konce září 2023
- Paris Photo v Grand Palais v Paříži začátek listopadu 2023
- 24. Festival international de la photo animalière et de nature, Montier-en-Der, každý třetí čtvrtek v listopadu
- Salon de la photo, Paříž, listopad
- Mois de la Photo, Paříž, listopad
- Visa pour l'image, Perpignan, začátek září
- Nordic Light, Kristiansund, Norsko

## Ocenění
- Czech Press Photo –
- World Press Photo – Jevhen Maloljetka, za fotografii těhotné ženy zraněné v důsledku bombardování porodnice, která je považována za ikonickou[1]
- Prix Niépce – Juliette Agnelová[2]
- Cena Henriho Cartier-Bressona – Karim Kal (Francie), za projekt Haute Kabylie
- Prix Nadar – Jean-François Spricigo, za nous l'horizon resterons seul, vyd. jako edice Le Bec en l'air
- Prix de photographie de l'Académie des beaux-arts –
- Prix HSBC pour la photographie –
- Prix Bayeux-Calvados des correspondants de guerre -
- Grand Prix Paris Match du photojournalisme – ?
- Prix Carmignac Gestion du photojournalisme –
- Prix Roger Pic –
- Prix Lucas Dolega –
- Prix Canon de la femme photojournaliste –
- Prix Picto –
- Prix Voies Off –
- Prix Révélation SAIF –
- Cena Oskara Barnacka – Ismail Ferdous (Bangladéš)
- Prix Leica Hall of Fame – ?
- Cena Ericha Salomona – Rafał Milach
- Cena za kulturu Německé fotografické společnosti – Ute a Werner Mahlerovi
- Cena Hansely Miethové – Rudi Novotny / Anne Morgenstern
- Zeiss Photography Award –
- Sony World Photography Awards[3]
- Cena Ansela Adamse –
- Cena W. Eugena Smithe –
- Pulitzerova cena
  -  Pulitzer Prize for Breaking News Photography – Fotografové pracující pro The Associated press: Jevhen Maloljetka, Felipe Dana, Emilio Morenatti, Rodrigo Abd, Nariman El-Mofty, Vadim Ghirda a Bernard Armangue "Jako uznání 15 velmi žhavých a kritických snímků, které v reálném čase vykreslily devastující lidskst války na Ukrajině".[4]
  -  Pulitzer Prize for Feature Photography – Christina House z Los Angeles Times, "za intimní pohled do života těhotné 22leté ženy žijící na ulici ve stanu."[5]
- Zlatá medaile Roberta Capy – Samar Abu Elouf[6]
- Cena Inge Morathové –
- Infinity Awards –
- Lucie Awards – Raymond Depardon, Jo Ann Callis, Jamel Shabazz, Paul Nicklen a Cristina Mittermeier, Carol Guzy, Ming Smith, Donald Miralle, Firooz Zahedi, Antwaun Sargent
- Cena Higašikawy – pravděpodobně skončila
- Cena za fotografii Ihei Kimury – pravděpodobně skončila
- Cena Kena Domona – Osamu Stern
- Cena Nobua Iny —  ERIC – Tokio Super Deep Drilling Pit
- Cena Džuna Mikiho — pravděpodobně skončila
- Cena inspirace Džuna Mikiho — pravděpodobně skončila
- Prix Paul-Émile-Borduas – Evergon
- Fotografická cena vévody a vévodkyně z Yorku – Pascal Grandmaison (Montréal, QC)
- Národní fotografická cena Španělska – Laia Abril[7]
- Hasselblad Award – Cato Lein za Northern Silence; úvod: André Frère Éditions; forma: João Lineu a Fernanda Fajardo; text: Sophie Allgårdh
- Švédská cena za fotografickou publikaci – Cato Lein za Northern Silence; úvod: André Frère Éditions; forma: João Lineu a Fernanda Fajardo; text: Sophie Allgårdh

- Cena Roswithy Haftmann – Cildo Meireles[8]
- Prix Pictet –

## Velké výstavy
Přehled vybraných významných výstav:
- Boris Michajlov, journal ukrainien, Maison européenne de la photographie, Paříž, 7. září 2022 – 15. ledna 2023[9]
- Ergy Landau, Maison de la photographie Robert-Doisneau, Gentilly, od 23. září do 26. února 2023
- LIFE Magazine and the Power of Photography, Muzeum výtvarného umění (Boston), od 9. října 2022 do 16. ledna 2023[10]
- Chris Killip, retrospective, The Photographers’ Gallery, Londýn, od 7. října 2022 do 19. února 2023[11][12]
- Les Tribulations d’Erwin Blumenfeld, 1930-1950, Musée d’Art et d’Histoire du judaïsme, Paříž, od 13. října 2022 do 5. března 2023[13].
- Bill Brandt, inside the mirror, Tate Britain, Londýn, od 17. října 2022 do 15. ledna 2023[14]
- Josef Koudelka, Ikonar. Constellations d'archives (1960-2012), Photo Élysée, Lausanne, od 5. listopadu do 29. ledna 2023[15].
- Robert Capa: L’Opera 1932–1954, Pallazo Roverella, Rovigo, od 8. října 2022 do 29. ledna 2023[16]
- Carlos Pérez Siquier, Rétrospective 1957-2018, Fotografie Forum Frankfurt, Frankfurt nad Mohanem, Německo, od 15. října 2022 do 15. ledna 2023[17]
- Gisèle Freundová, Ce sud si lointain, Dům Latinské Ameriky, Paříž, 21. října 2022 – 7. ledna 2023
- Métamorphose - La photographie en France 1968-1989 (Proměna - fotografie ve Francii), kurátoři výstavy Michel Poivert a Anna Grumbachová, představující 240 fotografií mnoha fotografů včetně: Alain Dister, Sophie Ristelhueberová, Sebastião Salgado, Raymond Depardon, Bernard Plossu, Denis Brihat, Florence Chevallier, Yves Trémorin, Jean-Claude Bélégou, Thierry Girard, François Le Diascorn, Claude Nori, Sabine Weissová, Janine Niépce, Martine Barratová, Dominique Auerbacher, Sarah Moon, Bettina Rheims, Guy Bourdin, Hervé Guibert, Patrick Faigenbaum, Suzanne Lafontová, Claude Batho, Arnaud Claass, Patrick Bailly-Maître-Grand, Denis Roche, Christian Milovanoff, Jean-Marc Bustamante, Despatin et Gobeli, Alix Cléo Roubaudová, Patrick Zachmann, Pavillon populaire, Montpellier, od 23. října 2022 do 15. ledna 2023[18]
- Sabine Weissová, La poesia dell’istante, Dóžecí palác, Janov, od 18. listopadu 2022 do 12. března 2023[19]
- La photographie à tout prix. Une année de prix photographiques à la BNF, od 13. prosince 2022 do 12. března 2023, Francouzská národní knihovna, Paříž[20]
- Une histoire photographique des femmes au XX. siècle, Galerie Roger-Viollet od 26. ledna do 25. března 2023
- Alarming Beauty de Yulia Appen, Yhor Čekačkov, Jana Hryhorenko, Serhij Volodymyrovyč Melnyčenko, Xenia Petrovska, Iva Sidašová, Fisheye Gallery, Paříž, od 26. ledna do 24. února 2023
- Paris dans l’objectif d’Ergy Landau, radnice mairie du XVI. arrondissement, Paříž, od 1. do 27. února
- Zanele Muholiová, rétrospective, Maison européenne de la photographie, Paříž, od 1. února do 21. května 2023[21]
- Paul Strand, ou l'équilibre des forces, Fondation Henri-Cartier-Bresson, Paříž, od 14. února do 23. dubna 2023
- Henri Cartier-Bresson, Helen Levitt, Mexico, Fondation Henri-Cartier-Bresson, Paříž, od 14. února do 23. dubna 2023
- Werner Bischof. Unseen Colour, Museo d'arte della Svizzera italiana (MASI), Lugano, Švýcarsko, od 12. února do 2. července 2023[22]
- Kertész-Lartigue. Un pas de côté, Espace Richaud, Versailles, od 15. února do 14. května 2023[23]
- Marc Riboud: 100 photographies pour 100 ans, Musée des Confluences, Lyon, od 24. února do 31. prosince 2023
- Elliott Erwitt , Musée Maillol, Paříž, od 23. března do 15. srpna 2023[24]
- Chris Killip: An Anthology , Magnum Photos Gallery, Paříž, od 24. února do 6. května 2023
- Pete Turner: The Color of Light, Galerie Bruce Silverstein, New York, od 16. března do 13. května 2023
- Henri Cartier-Bresson, l’autre couronnement , Nadace Henriho-Cartier-Bressona, Paříž, od 5. května do 3. září 2023
- Tom Wood - Photie Man: 50 Years of Tom Wood, první velká retrospektiva věnovaná dílu Toma Wooda v jeho městě Liverpool, Walker Art Gallery, Liverpool, od 20. května 2023 do 7. ledna 2024.
- Icônes cachées: Antoni Campaña, les images méconnues de la Guerre d’Espagne (1936-1939) (málo známé obrazy španělské občanské války); o práci katalánského fotografa Antoni Campaña věnované španělské občanské válce, Pavillon populaire, Montpellier, od 1. července do 24. záíří 2023
- Paul Wolff (1887-1951): Muž s Leicou, který sleduje historii fotografie až po její moderní verzi prostřednictvím malého formátu, Pavillon populaire, Montpellier, od 28. října 2023 do 7. ledna 2024
- Mario Testino Gone Wild, nová série z probíhajícího projektu A Beautiful World (Krásný svět) o kulturních tradicích lidí a přírodě po celém světě, Hamiltons Gallery, Londres, 21. listopadu 2023 – 3. února 2024[25]
- Steve McCurry, Enfants, Dóžecí palác, Janov, 25. listopadu 2023 – 10. března 2024[26]
- Saul Leiter: Centennial, výstava představující rozmanitost jeho kariéry k oslavě 100. výročí jeho narození, Howard Greenberg Gallery, New York, 2. prosince 2023 – 10. února 2024[27]

## Významná výročí

### Sté výročí narození
Fotografky a fotografové narození v roce 1923:
- 31. ledna – Václav Chochola, český fotograf († 27. srpna 2005)
- 22. února – Takamasa Inamura, japonský fotograf († 8. srpna 1989)
- 26. února – William M. Gallagher, americký fotograf, získal Pulitzerovu cenu za fotografii († 28. září 1975)
- 6. března – Herman Leonard, americký fotograf († 14. srpna 2010)
- 14. března – Diane Arbusová, americká fotografka († 26. června 1971)
- 15. března – Lütfi Özkök, turecký fotograf († 31. října 2017)
- 24. března – Běla Kolářová, česká fotografka a výtvarná umělkyně († 12. dubna 2010)
- 27. března – Inge Morath, rakouská fotografka († 30. ledna 2002)
- 14. dubna – Lydia Clarke, 95, americká herečka (The Atomic City) a fotografka († 3. září 2018)
- 21. dubna – Michel Lambeth, kanadský reportážní fotograf († 9. dubna 1977)
- 27. duben – Jack Welpott, americký fotograf († 24. listopadu 2007)
- 15. května – Richard Avedon, americký fotograf († 1. října 2004)
- 3. června – June Newtonová, australská modelka, herečka a fotografka († 9. dubna 2021[28])
- 24. červen – Marc Riboud, francouzský fotograf († 30. srpna 2016)
- 3. července – Henriette Grindatová, švýcarská umělecká fotografka se surrealistickým přístupem inspirovaným literárními trendy poválečných let († 25. února 1986)
- 13. července – Erich Lessing, rakouský fotograf a fotožurnalista († 29. srpna 2018)
- 8. září – Vladimír Rocman, český malíř, ilustrátor, grafik, typograf a fotograf († 28. dubna 2016)
- 13. září – Édouard Boubat, francouzský fotograf († 30. června 1999)
- 17. října – Sonja Bullaty, americká fotografka českého původu († 5. října 2000)
- 19. října – Josef Prošek, český umělecký fotograf († 9. prosince 1992)
- 12. listopadu – Stanisław Sommer, desátník polské armády, fotograf a spisovatel († 6. dubna 2002)
- 3. prosince – Saul Leiter, americký fotograf († 26. listopadu 2013)
- 19. prosince – Caio Mario Garrubba, italský fotograf († 3. května 2015)

### Sté výročí úmrtí
Fotografky a fotografové zemřelí v roce 1923:
- 2. ledna – František Oldřich Vaněk, český orientalista, fotograf a propagátor letectví (* 1857)
- 12. ledna – Marc Ferrez, brazilský fotograf (* 7. prosince 1843)
- 22. února – Christiaan Maria Dewald, nizozemský fotograf (* 15. června 1868)
- 13. dubna – Willem Witsen, nizozemský malíř a fotograf (* 13. srpna 1860)
- 16. května – Ernst Kohlrausch, německý sportovní vědec, chronofotograf (* 26. listopadu 1850)
- 5. června – George Hendrik Breitner, nizozemský malíř a fotograf (* 12. září 1857)
- 22. června – Cèsar August Torras, španělský horolezec, fotograf a průkopník-propagátor turistiky (* 5. července 1852)
- 19. července – Daniel Nyblin, finský fotograf norského původu (* 30. června 1856)
- 31. července – Jan Vilím, český fotograf a grafik (* 11. května 1856)
- 20. srpna – James Lafayette, irský fotograf (* 22. ledna 1853)
- 14. prosince – Paul Stang, norský fotograf samouk (* 10. ledna 1888)
- ? – Walston Caselton, britský fotograf (* 1844)
- ? – Jean Geiser, švýcarský fotograf (* 1848)
- ? – Kózaburó Tamamura, japonský fotograf (* 1856)
- ? – William Willis, britský fotograf, vynálezce (* 1841)
- ? – Maruki Rijó, japonský fotograf (* 1854)
- ? – Christian Franzen, dánský fotograf působící ve Španělsku (* 1864)
- ? – Rafael Garzón, španělský fotograf (* 1863)

### Dvousté výročí narození
Fotografky a fotografové narození v roce 1823:
- 28. ledna – Bruno Braquehais, francouzský fotograf († 13. února 1875)
- 7. února – George Washington Wilson, skotský královský dvorní fotograf († 9. března 1893)
- 26. února – Louise Thomsenová, průkopnická dánská fotografka († 16. června 1907)
- 24. března – Rendžó Šimooka, japonský fotograf († 3. března 1914)
- 1. července – Friedrich Brandt, německý fotograf († 3. června 1891)
- 12. července – Alexander Hessler, americký fotograf († 5. července 1895)
- 3. října – Frederik Klem, norský fotograf dánského původu († 1. ledna 1895)
- 6. října – Hendrik Veen, nizozemský fotograf aktivní v Nizozemské východní Indii († 14. března 1905)
- 11. prosince – Charles Fredricks, americký portrétní fotograf († 25. května 1894)
- ? – Mathias Hansen, švédský dvorní fotograf († 1905)
- ? – Carlo Ponti, italský fotograf a optik († 1893)
- ? – Emil Rabending, rakousko-uherský fotograf († 1886)
- ? – Pascal Sébah, turecký fotograf († 15. června 1886)
- ? – John Watkins, anglický fotograf († 1874)
- ? – Rjú Šimaová, japonská umělkyně a průkopnice fotografie († 1900)
- ? – Luigi Ricci, italský fotograf († ?)

## Úmrtí v roce 2023
- 2. ledna – Marilyn Staffordová, 97, britská fotografka amerického původu[29]
- 4. ledna – Stefan Wojnecki, 93, polský umělecký fotograf a teoretik fotografie (* 6. dubna 1929)[30]
- 6. ledna – Dave Schubert, americký fotograf uznávaný pro své fotografie skateboardingu a graffiti[31]
- 9. ledna – George S. Zimbel, 93, americko-kanadský dokumentární fotograf (* 15. července 1929)[32]
- 17. ledna – Stanislav Tereba, 85, český sportovní a reportážní fotograf, roku 1959 obdržel prestižní cenu World Press Photo za snímek fotbalového brankáře Miroslava Čtvrtníčka Brankář a voda. (* 2. ledna 1938)[33]
- 19. ledna – Jean-Claude Lemagny, 91, francouzský historik fotografie; specialista na současnou fotografii a kurátor Francouzské národní knihovny (* 24. prosince 1931)[34]
- 31. ledna – Joyce Dopkeenová, 80, americká fotografka, první fotografka na plný úvazek pro The New York Times (* 23. října 1942)
- 1. února – Terence Dickinson, 79, kanadský amatérský astronom a uznávaný astrofotograf a spisovatel (* 10. listopadu 1943)[35]
- 3. února – Alain Lacouchie, 76, francouzský básník, ilustrátor a fotograf (28. května 1946)[36]
- 6. února – Emory Kristof, 80, americký fotograf, věnoval se podvodní fotografii a filmu, zúčastnil se expedice, která objevila Titanic (* 19. listopadu 1942)[37]
- 8. února – Julian Wasser, 89, americký fotograf, zachycoval uměleckou scénu v Los Angeles během 60. a 70. let (* 26. dubna 1933)
- 9. února – Wesley Stacey, 81–82, australský fotograf a fotožurnalista, spoluzakladatelem Australian Center for Photography (* 1941)[38]
- 12. února – Miloš Budík, 87, český fotograf přírody a dokumentu (* 24. srpna 1935)[39]
- 15. února – Algimantas Žižiūnas, 83, litevský fotograf, pracoval v oblasti portrétu, etnografie, dokumentu a fotožurnalistiky[40]
- 26. února – Ans Westra, 86, novozélandská dokumentaristka původem z Nizozemska, portréty Maorů (Washday at the Pa).[41]
- 3. března – Margherita Spiluttini, 75, rakouská fotografka architektury (16. října 1947)[42]
- 7. března – Mik Critchlow, 68, britský sociální, dokumentární a portrétní fotograf, jehož díla zachycovala život v severovýchodní Anglii (7. března 1955)[43][44]
- 11. března – Jurij Rybčinskij, 87, sovětský a ruský fotograf a fotoreportér, čestný člen Svazu uměleckých fotografů Ruska (* 23. července 1935)[45]
- 15. března – Dorothy Bohmová, 98, britská fotografka německého původu, původně portréty, později pouliční fotografie, od roku 1985 barevně (* 22. června1924)[46]
- 16. března – Sergej Leontjev, ruský fotograf, pouliční a experimentální fotografie, s kolegy založil skupinu „Přímá fotografie“ (* 18. července 1962)[47]
- 1. dubna – Kwame Brathwaite, 85, americký fotožurnalista a aktivista známý popularizací fráze Black is beautiful (* 1. ledna 1938)[48]
- 3. dubna – Neal Boenzi, 97, americký fotožurnalista, který pracoval pro New York Times (* 15. listopadu 1925)[49]
- 7. dubna – Carl Fischer, 98, americký umělecký ředitel a fotograf autodidakt, Esquire (* 3. května 1924)[50]
- 15. dubna – Jaromír Čejka, 76, český fotograf, na počátku 80. let dvacátého století systematicky dokumentoval výstavbu panelového sídliště na Jižním Městě[51]
- 24. dubna – Hugues Vassal, 89, francouzský fotograf, novinář, fotoreportér a spisovatel, spoluzakladatel agentury Gamma a fotograf šansoniérky Édith Piaf[52]
- duben Richard Woldendorp, 96, nizozemsko-australský fotograf známý svým leteckým snímkováním australské geografie[53][54]
- 19. května – Christian Aaron Boulogne, 60, francouzský fotograf a herec (* 11. srpna 1962)[55]
- 19. května – Petra Skoupilová, 78, česká fotografka, koncerty populární hudby, herce a zpěváky, módu a rovněž ženské akty (* 1. června 1944)[56]
- 20. května – Brian Shul, 75, americký major Air Force, pilot a letecký fotograf.[57]
- 30. května – Hans-Peter Feldmann, 82, německý umělec a fotograf, žil a pracoval v Düsseldorfu, od roku 1968 pracoval jako konceptuální fotograf[58]
- květen – Leroy Cooper, asi 62, fotograf narozený na Jamajce, působící v Liverpoolu v Anglii (* 1960 nebo 1961)[59]
- 2. června – Reno Salvail, 75–76, kanadský umělec, fotograf a autor (* 1947)[60]
- 6. června – Petr Berounský, český fotograf (* 17. září 1956)[61][62]
- 7. června – Lisl Steinerová, 95, rakousko-americká fotografka, fotoreportérka a dokumentaristka (* 19. listopadu 1927)[63]
- 12. června – Paolo Di Paolo, italský fotograf, publikoval portréty a reportáže v časopisech, hlavně v magazínu Il Mondo (* 17. května 1925)[64]
- 13. června – Simpson Kalisher, 96, americký profesionální fotožurnalista a pouliční fotograf, známý projektem Railroad Men[65]
- 16. června – Bruce Roberts, americký fotograf, fotoreportér a spisovatel, průkopník používání kinofilmového fotoaparátu (* 4. února 1930)[66][67]
- 20. června – Vladimír Jelínek, 89, český malíř, grafik, sklářský výtvarník a fotograf (* 5. února 1934)[68]
- 2. července – K. Jayaram, indický fotograf přírody a průkopník v oblasti makrofotografie[69] (* 1949)
- 15. července – Marie-Laure de Deckerová, 75, francouzská fotografka, válečné fotografie z Vietnamu, konflikty v zemích Jemen, Čad a Jižní Afrika, portréty významných francouzských osobností (* 2. srpna 1947)[70]
- 19. července – Robert McFarlane, 80–81, australský fotograf a fotografický kritik (* 1942)[71]
- 20. července – Hannu Hautala, finský fotograf přírody a spisovatel (* 12. května 1941)[72]
- 24. července – Amos Badertscher, americký fotograf – samouk, fotografoval výhradně černobíle, kronikář subkulturní scény v Baltimoru v 70. a 80. letech (* 1. října 1936)[73]
- 29. července – Frederick Eberstadt, americký módní fotograf a psychoterapeut, asistent Richarda Avedona (* 24. července 1926)[74][75]
- 2. srpna – John Goto, 74, britský umělecký fotograf, zabýval se satiricky řadou historických, kulturních a společensko-politických tematických oblastí (11. února 1949)[76]
- 7. srpna – Roland Freeman, 87, americký fotograf a oceňovaný dokumentátor jižanské lidové kultury a afroamerických quilterů[77]
- 11. srpna – John Fielder, 73, americký krajinářský fotograf, spisovatel knih o přírodě a vydavatel[78]
- 19. srpna – Larisa Peděnčuková, sovětská a ruská umělecká fotografka, fotografka Velkého divadla (* 30. prosince 1940)[79]
- 22. srpna – Andrej Palacko, slovenský fotograf (* 6. května 1955)
- 24. srpna – Claude Picasso, 76, francouzský fotograf, kameraman, filmový režisér, vizuální umělec, grafik a obchodník, syn Françoise Gilotové a Pabla Picassa (15. května 1947)[80][81]
- 25. srpna – Luca Maria Patella, 89, italský fotograf, malíř, grafik a filmař (* 1934)[82]
- 27. srpna – Gábor Medvigy, 66, maďarský kameraman, fotograf a vysokoškolský pedagog (* 18. května 1957)[83][84]
- 13. září – Marvin E. Newman, 95, americký umělec a fotograf (* 5. prosince 1927)[85]
- 14. září – Laurence Gavronová, 67, francouzsko-sengalská filmová režisérka, spisovatelka a fotografka (* 1955) [86]
- 20. září – Erwin Olaf, nizozemský portrétní fotograf (* 2. července 1959) [87]
- 21. září – Brian Merrett, kanadský fotograf a architektonický aktivista známý pro své příspěvky k ochraně architektonického dědictví Montrealu  (* 28. července 1945)[88]
- 3. října – Hitoši Nomura, japonský fotograf[89]
- 7. října – Roy Edan, 45, izraelský fotožurnalista pracující pro Ynet a Yedioth Ahronoth, kterého zabili teroristé Hamasu při masakru v Kfar Aza[90]
- 13. října – Issam Abdallah, libanonský videožurnalista a fotograf pracující pro Reuters, který byl zabit raketou Izraelských obranných sil (IDF) v jižním Libanonu dne 13. října 2023 při zpravodajství v souvislosti s válkou mezi Izraelem a Hamásem (* 1986)[91]
- 15. října – Jacques Pavlovsky, 92, francouzský fotožurnalista (* 1931)[92]
- 15. října – Gastón Ugalde, bolivijský umělec a fotograf[93]
- 18. října – Giovanni Chiaramonte, 75, italský fotograf a fotožurnalista (* 1948)[94]
- 20. října – Gerry Cranham, 94, anglický sportovní fotograf.[95]
- 25. října – Antonín Dufek, 79, český historik umění, historik fotografie, fotografický publicista a kritik, pedagog, dlouholetý vedoucí kurátor a emeritní kurátor fotografické sbírky Moravské galerie v Brně (* 30. listopadu 1943)[96][97]
- 3. listopadu – Priit Vesilind, 80, estonsko-americký spisovatel a fotožurnalista časopisu National Geographic a autor literatury faktu (* 4. ledna 1943)[98]
- 4. listopadu – Marina Cicogna, 89, italská filmová producentka a fotografka, produkovala film Kráska dne, který v roce 1967 získal Zlatého lva na filmovém festivalu v Benátkách (* 29. května 1934)[99]
- 12. listopadu – Josef Ptáček, český fotograf zaměřující se na přírodní témata a ekologii, dále také autor povídek o přírodě a scénářů pro Českou televizi (* 7. února 1945)
- 14. listopadu – Neville Garrick, 73, jamajsko-americký grafik a fotograf (* 28. července 1950) [100][101]
- 19. listopadu – Erich Schutt, 92, německý fotograf a fotoreportér (* 21. června 1931)[102]
- 21. listopadu – Farah Hisham Omarová, 25, libanonská novinářka a fotografka, pracovala pro zpravodajský kanál Al-Mayadeen. Zabila ji palba z tanku izraelské armády v jižním Libanonu, když podávala zprávy o válce mezi Izraelem a Hamásem. (* 18. června 1998)[103][104][105]
- 25. listopadu – Larry Fink, 82, americký fotograf nejznámější svými černobílými snímky lidí na večírcích a v jiných společenských situacích (* 11. března 1941) (smrt oznámena tento den)[106]
- listopad – Ross McDonnell, irský filmový režisér, kameraman a fotograf (* 1978/1979)[107][108]
- 27. listopadu – Zaverilal Mehta, 96, indický fotograf a fotožurnalista, zachytil například zemětřesení v roce 2001 nebo Kutchův cyklon v roce 1998 (* 1927)[109]
- 29. listopadu – Elliott Erwitt, 95, americký reklamní a dokumentární fotograf francouzského původu známý svými černobílými snímky ironických a absurdních situací z každodenního života, prezident a viceprezident agentury Magnum Photos, legendární jsou jeho fotografie psů (* 26. července 1928)[110]
- ? – Colla Swartová, jihoafrická fotografka (* 1930)
- 15. prosince – Samer Abu Daqqa, 45, belgicko-palestinský videožurnalista a fotograf pracující pro katarský mediální konglomerát Al-Džazíra[111][112][113]
- 16. prosince – Peter Bush, 93, novozélandský sportovní fotograf a fotožurnalista (* 16. října 1930)[114]
- 24. prosince – Sherif Sonbol, egyptský fotograf specializující se na architekturu, scénické umění a fotožurnalistiku (* 6. prosince 1956)[115]
- 27. prosince – Pjotr Besčastnov, ruský umělecký fotograf, umělecký kritik, učitel, autor monografií a učebnic o fotografii a designu (4. července 1978)[116]
- 28. prosince – Mária Nováková, maďarská portrétní fotografka, působila v Egeru (* 6. srpna 1939)
- 31. prosince – Colita, 83, španělská fotografka se specializací na tanec, portréty a novinářskou fotografii (* 24. srpna 1940)[117]